# سپیداج غول‌پیکر
سپیداج غول‌پیکر (نام علمی: Sepia apama)، که همچنین به عنوان سپیداج غول‌پیکر استرالیایی نیز شناخته می‌شود، بزرگ‌ترین گونه سپیداج ماهی جهان است که به ۵۰ سانتیمتر (۲۰ اینچ) گونه می‌رسد. در طول گوشته و تا ۱۰۰ سانتیمتر (۳۹ اینچ) در طول کل (طول کل به معنی تمام طول بدن از جمله شاخک‌های کشیده) است. آنها می‌توانند بیش از ۱۰٫۵ کیلوگرم (۲۳ پوند) وزن داشته باشند. مانند همه گونه‌های سپیداج‌ها، این سپیداج غول‌پیکر دارای ۸ بازو و ۲ شاخک تغذیه‌کننده و همچنین خون آبی و ۳ قلب است. با استفاده از سلول‌هایی که به نام سلول‌های رنگدانه شناخته می‌شوند، این ماهی می‌تواند نمایشگرهای دیدنی به نمایش بگذارد و در یک لحظه رنگ آن را تغییر دهد. سپیداج غول‌پیکر بومی آب‌های معتدل و نیمه‌گرمسیری استرالیا، از بریزبن در کوئینزلند تا خلیج کوسه در غرب استرالیا و تاسمانی در جنوب است. در صخره‌های سنگی، بسترهای علف‌دریایی، و شن و ماسه و کف دریا تا عمق ۱۰۰ متر (۳۳۰ فوت) یافت می‌شود. در سال ۲۰۰۹ این گونه به دلیل روند کاهشی ثبت‌شده در آن زمان، در فهرست نزدیک تهدید در فهرست سرخ گونه‌های در معرض خطر IUCN قرار گرفت.

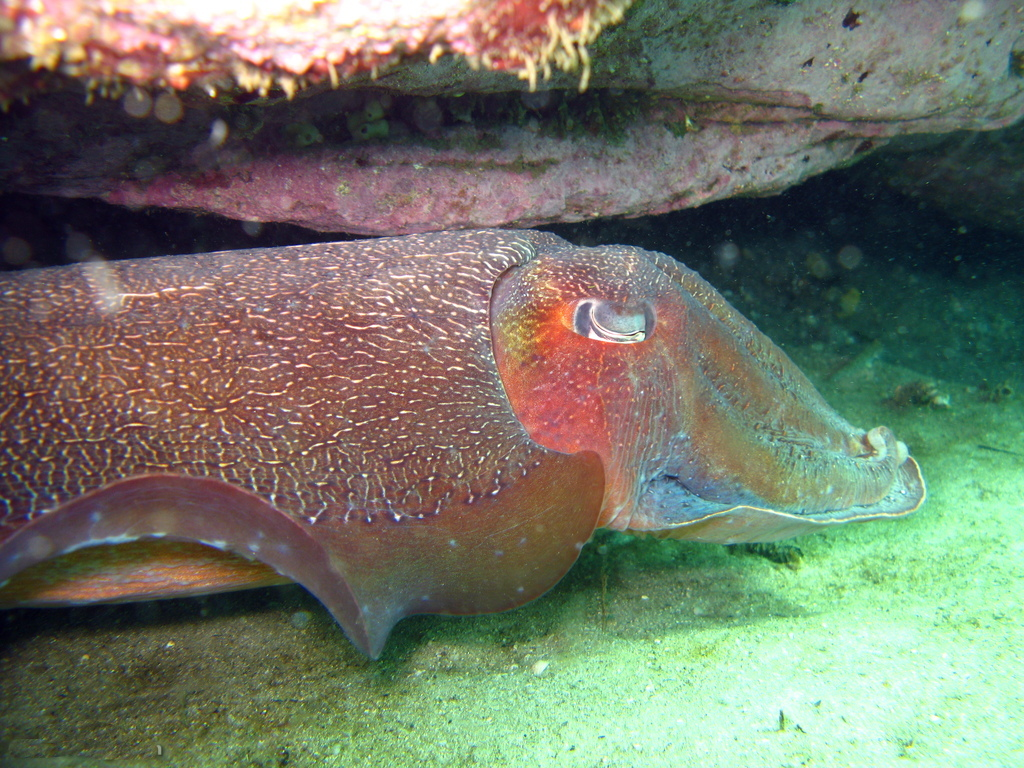
یک فرد از Fairy Bower، منلی، نیو ساوت ولز

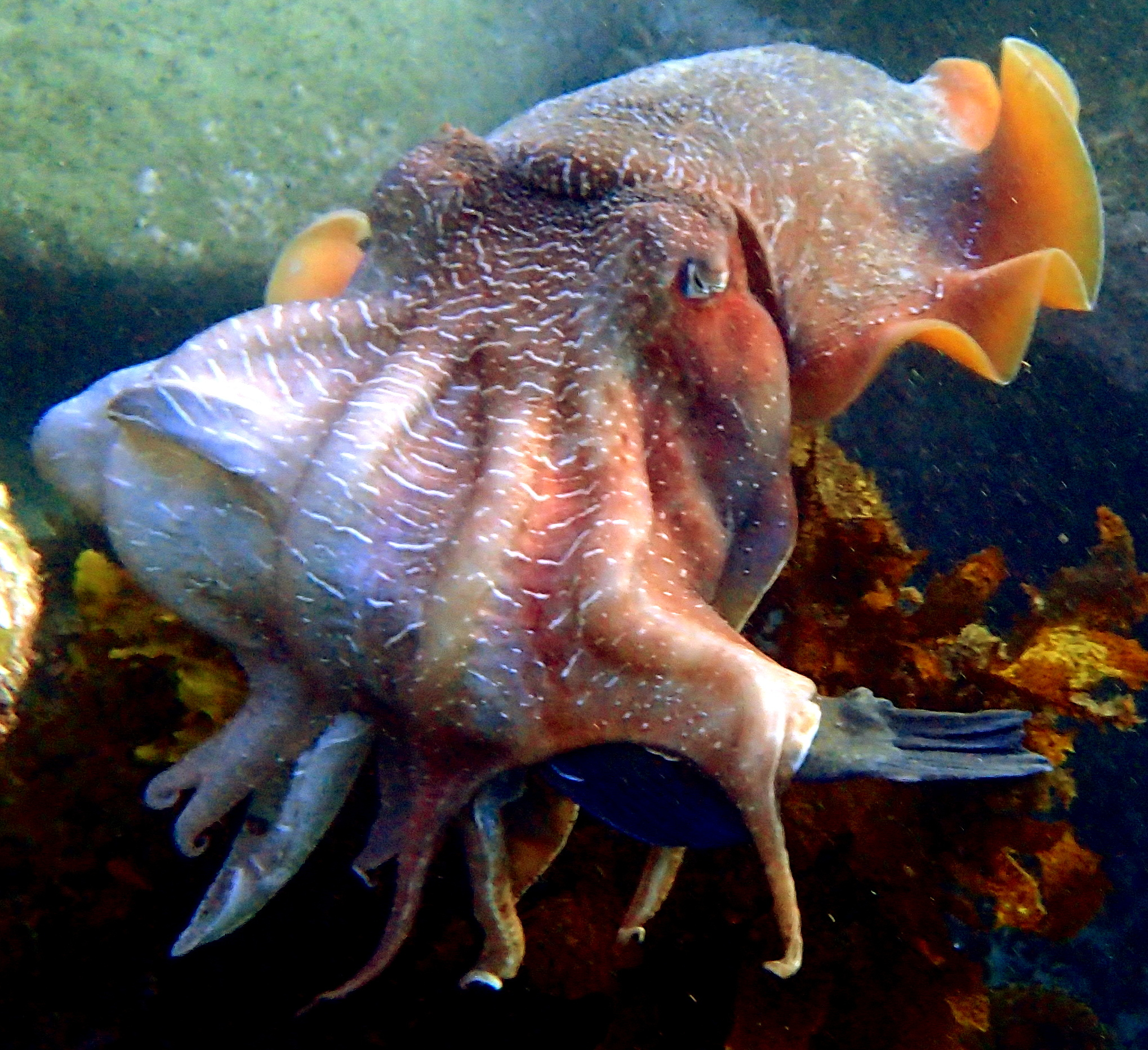
خوردن یک بقال‌ماهی شرقی در حالی که یک الگوی گیج‌کننده همزمان ایجاد می‌کند.